# Encyclia knowlesii
Encyclia knowlesii är en orkidéart som beskrevs av Ruben Primitivo Sauleda och R.M.Adams. Encyclia knowlesii ingår i släktet Encyclia och familjen orkidéer. Inga underarter finns listade i Catalogue of Life.